# Enochrus testaceus
Enochrus testaceus – gatunek chrząszcza z rodziny kałużnicowatych i podrodziny Enochrinae.

## Taksonomia
Gatunek ten opisany został po raz pierwszy w 1801 roku przez Johana Christiana Fabriciusa pod nazwą Hydrophilus testaceus.

## Morfologia
Chrząszcz o podługowato-owalnym, umiarkowanie wysklepionym ciele długości od 5,5 do 6,8 mm, nieco krótszym i szerszym niż u wodolubka żółtego oraz bardziej wypukłym niż u E. bicolor. Wierzch ciała punktowany jest równie delikatnie jak u E. bicolor oraz nieco gęściej i grubiej niż u E. quadripunctatus.
Głowa ma czarny tył i czoło, a nadustek jasnobrązowy z szerokim, trójkątnym zaczernieniem lub przyciemnieniem. Warga górna samca jest cała lub w większej części żółta, samicy zaś cała czarna lub czarna z żółtymi elementami. Głaszczki szczękowe mają człon drugi rozlegle zaczerniony, a człon ostatni u szczytu jasny lub lekko przyciemniony; długość członu ostatniego jest znacznie mniejsza niż przedostatniego.
Przedplecze jest rudobrązowe lub brunatnożółte, czasem z czterema rozmazanymi, niewielkimi plamkami czy pośrodkowym przyciemnieniem. Punkty na przedpleczu są wyraźne, a na jego bokach występują dwie łukowate grupy punktów grubszych. Pokrywy są rudobrązowe lub brunatnożółte z szeregami czarnych, często niewyraźnych kropek po bokach i u szczytu, zwykle także z czarnymi plamami barkowymi, zawsze bez czarnych pasów. Punkty na pokrywach są dobrze zaznaczone. Boczne krawędzie pokryw opadają w linii prostej.
Spód ciała jest czarno ubarwiony. Odnóża mają czerwonawe golenie i stopy, a uda czarne z czerwonawymi kolanami lub rozleglejszym zaczerwienieniem. U samca pazurki przednich odnóży są silnie, hakowato zakrzywione. Odwłok ma ostatni z widocznych sternitów pozbawiony wcięcia na krawędzi tylnej. Genitalia samca cechują się edeagusem o wąskim płacie nasadowym i niepogrubionych, zwróconych ku sobie, poprzedzonych słabymi nabrzmiałościami wewnętrznymi wierzchołkach paramer.

## Ekologia i występowanie
Owad wodny, zarówno w stadium larwalnym, jak i dorosłym. Rozmieszczony jest głównie na nizinach. Zasiedla rozmaite zbiorniki wody stojącej oraz wody wolno płynące
Gatunek palearktyczny. W Europie znany jest z Hiszpanii, Irlandii, Wielkiej Brytanii, Francji, Holandii, Niemiec, Szwajcarii, Austrii, Włoch, Danii, Szwecji, Norwegii, Finlandii, Estonii, Łotwy, Litwy, Polski, Czech, Słowacji, Węgier, Białorusi, Ukrainy, Rumunii, Bułgarii, Chorwacji,  Bośni i Hercegowiny, Grecji oraz europejskiej, części Rosji, a w Azji z syberyjskiej i dalekowschodniej części Rosji, Armenii, Azerbejdżanu oraz Kazachstanu.